# Funkenschlag (Spiel)
Funkenschlag ist ein Brettspiel von Friedemann Friese, erschienen bei Frieses Verlag 2F-Spiele. Die aktuelle Ausgabe (2004) ist eine komplexe Wirtschaftssimulation für zwei bis sechs Spieler ab zwölf Jahren mit einer Spieldauer von etwa zwei Stunden bei vier Spielern. Die Erstauflage von 2001 war etwas komplexer, schwieriger zu handhaben (Leitungsnetze mit abwaschbaren Stiften auf einem generischen Spielplan) und dauerte länger (etwa drei Stunden bei vier Spielern).
Funkenschlag stand 2005 auf der Empfehlungsliste des Kritikerpreises „Spiel des Jahres“. Im Oktober 2009 war es eins der vier Brettspiele, die auf der europäischen Brettspielmeisterschaft gespielt wurden.

## Thema und Ausstattung
Jeder Spieler leitet einen Energiekonzern. Ziel des Spieles ist es, schnellstmöglich eine bestimmte Anzahl von Städten mit Strom zu versorgen. Dazu werden Elektrizitätswerke betrieben und Brennstoffe eingekauft. Alle Aktionen kosten Geld und die Konkurrenz untereinander treibt die Preise hoch. An Energieträgern stehen Kohle, Öl, Uran, Müll, Windkraft und ein Fusionskraftwerk zur Verfügung.
Das Spielbrett zeigt auf einer Seite eine Karte von Deutschland, auf der anderen eine der USA mit Städten und den sie verbindenden Routen für Hochspannungsleitungen.

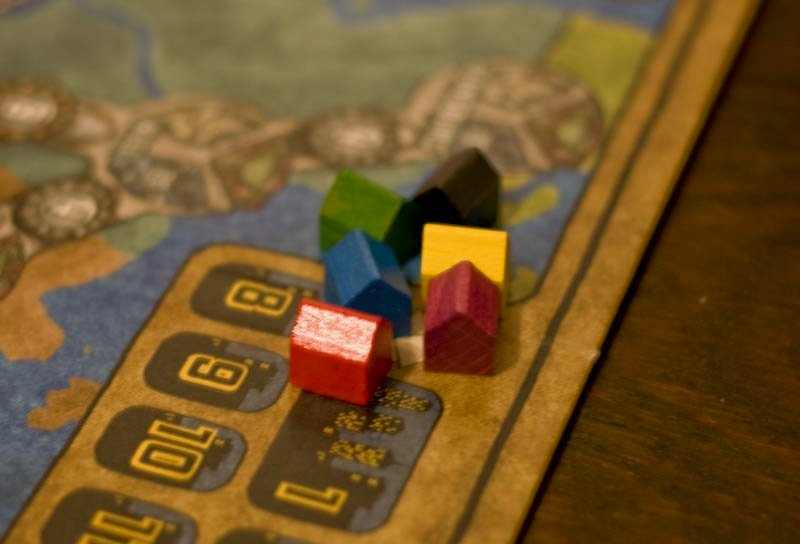
In Funkenschlag verwendete Holzhäuschen

Holzhäuschen in den Farben der Spieler markieren ans Netz angeschlossene Städte, ebenfalls durch Holzfiguren werden die Energieträger dargestellt. Die Kraftwerke werden durch quadratische Karten symbolisiert, die Währung in der Funkenschlag-Welt heißt Elektro.

## Spielablauf
Jede Runde hat fünf Phasen:

### Bestimmung der Reihenfolge
Für das Spielprinzip ist entscheidend, dass kein Spieler einen zu großen Vorsprung erreicht, deshalb werden die führenden Spieler im Spielablauf benachteiligt. Dazu wird eine Reihenfolge vom Besten zum Schlechtesten erstellt: Der Beste ist der Spieler mit den meisten angeschlossenen Städten, und bei Gleichstand ist derjenige besser, der über das Kraftwerk mit der größten Nummer verfügt.

### Ersteigern von Kraftwerken
In dieser Phase wählt der Erstplatzierte ein Kraftwerk aus dem aktuellen Angebot aus und gibt darauf ein Gebot ab, das mindestens die Nummer des Kraftwerks in Elektro betragen muss. Die anderen Spieler können im Uhrzeigersinn ein höheres Gebot machen oder passen (= aus der Versteigerung dieses Kraftwerks aussteigen). Der Höchstbietende erwirbt das Kraftwerk zu diesem Preis und darf in dieser Phase nicht mehr mitbieten. Darauf wählt der bestplatzierte Verbliebene ein Kraftwerk aus – usw. Wer das Wahlrecht hat und für keines der verfügbaren Kraftwerke bieten möchte, scheidet aus der gesamten Phase aus, kann also in dieser Runde kein Kraftwerk erwerben. Der letztplatzierte Spieler kann mit seinem Kauf ggf. am längsten warten und hat dadurch den Vorteil, dass er die Chance auf ein besseres (größeres oder effektiveres) Kraftwerk zum minimalen Preis hat, da nach jedem versteigerten Kraftwerk ein neues vom Stapel in die Auslage kommt – und damit häufig ein besseres in das aktuelle Angebot. Die Reihenfolge der Kraftwerke im Kartenstapel ist neben der Auslosung der Reihenfolge für die allererste Kraftwerksphase das einzige Zufallselement des Spiels.

### Einkauf von Brennstoffen
Hier beginnt der letztplatzierte Spieler; er hat dadurch den Vorteil, dass er die billigsten Brennstoffe erwerben kann. Die anderen kaufen teurer. Jedes Kraftwerk kann maximal seinen doppelten Brennstoff-Verbrauch lagern, so dass nicht nur der Preis, sondern auch die Lagerkapazität die Möglichkeiten begrenzt.

### Ausbau des Netzes
Und nochmals müssen die Spieler investieren: Diesmal in die Hochspannungsleitungen zwischen den Städten und den Anschluss der Städte selbst. In der ersten „Stufe“ des Spiels kann jede Stadt nur von einem Spieler versorgt werden, in der zweiten (nach Erreichen einer gewissen Städtezahl durch einen Spieler) ist ein Zweitanschluss möglich, und gegen Spielende, nach dem Aufdecken einer „Stufe 3“-Karte, kann ein dritter Spieler die gleiche Stadt anschließen. Auch in dieser Phase beginnt immer der letztplatzierte Spieler, was wieder ein Vorteil für ihn ist.

### Wertung (im Spiel: „Bürokratie“)
Zum Abschluss jeder Spielrunde entscheiden die Spieler, welche ihrer Kraftwerke sie unter Verbrauch der im Lager befindlichen Brennstoffe betreiben wollen, und damit, wie viele ihrer angeschlossenen Städte sie mit Strom versorgen. Entsprechend dieser Anzahl erhalten die Spieler Einnahmen, die sie für die Aktionen der folgenden Runden benötigen. Auch bei Versorgung von 0 Städten gibt es bereits ein Grundeinkommen (zu verstehen vielleicht als staatliche Subvention), so dass kein Spieler mangels Geld völlig aus dem Spiel ausscheidet.

### Spielende
Das Spiel endet, wenn ein Spieler die (nach Spieleranzahl variierende) Mindestzahl an Städten angeschlossen hat. Die Runde wird zu Ende gespielt. Es siegt, wer die meisten Städte tatsächlich mit Strom versorgen kann; bei Gleichstand entscheidet das Geld.

## Zielgruppe und Bewertung
Funkenschlag ist ein aufwändiges Brettspiel für begeisterte Spielefreunde. Dennoch ist der Einstieg nicht sehr schwierig, da die immer gleichen Abläufe der fünf Phasen schnell verstanden sind. Die mittlere Komplexität sowie das klare und ausbalancierte Regelwerk haben dem Spiel eine treue Fangemeinde verschafft. Insbesondere funktioniert die Handicapregelung ausgezeichnet, da sie
- es den führenden Spielern in der Phase 2 schwerer macht, ein besseres Kraftwerk zu ersteigern,
- die zurückliegenden Spieler in der Phase 3 die billigeren Rohstoffe kaufen lässt und
- die zurückliegenden Spieler in der Phase 4 beim Anschließen der Städte bevorzugt.

In vergleichbaren Wirtschaftsspielen gibt es häufig das Problem, dass ein Spieler, der sich durch Glück oder Können in der Anfangsphase einen kleinen Vorteil verschaffen konnte, sich für den Rest der Partie darauf beschränken kann, diesen Vorteil zu verwalten und zu vergrößern, so dass er praktisch automatisch siegt.
Funkenschlag verfügt über einen wirksamen Mechanismus, welcher den Führenden einbremst.
Das Spiel erfordert, mehrere Schlüsselelemente im Auge zu behalten:
- Die Kraftwerke sind zu Beginn billig, aber wenig effizient (d. h., sie verbrauchen viele Ressourcen und versorgen wenige Städte). Die Effizienz der Kraftwerke wird immer höher, dafür aber auch ihr Preis. Bei der Auswahl ist außer auf Preis und Effizienz auch auf die Verfügbarkeit der Rohstoffe zu achten – wenn alle anderen Spieler schon viele Ölkraftwerke in Betrieb haben, ist es vielleicht nicht die beste Idee, das nächste Ölkraftwerk zu kaufen, auch wenn es billig und effizient ist (für hinten liegende Spieler kann es eine wirksame, aber auch gefährliche Taktik sein, ein Kraftwerk in Betrieb zu nehmen, welches eine knappe Ressource verbraucht – dadurch werden die anderen Spieler unter Druck gesetzt).
- Beim Aufbau des Versorgungsnetzes ist die Zahl der Spieler, die eine Stadt anschließen dürfen, begrenzt. Außerdem sind Zweit- oder Drittanschlüsse teurer als Erstanschlüsse. Deswegen kann es in gewissen Situationen wichtig sein, strategisch Städte anzuschließen, auch wenn dadurch nicht sofort Mehrerlöse erzielt werden, das Geld vielleicht für andere Investitionen fehlt und sich die Position in der Zugreihenfolge verschlechtert. Ein weiterer wichtiger Aspekt ist der oben angeführte Spielstufen-Wechsel – es kann unter Umständen wichtig sein, diesen zu forcieren oder zu verzögern sowie bei seinem Eintritt in günstiger Position zu sein, also als erster neue Städte anschließen zu dürfen und hierfür Geld zur Verfügung zu haben.
- Die eigene Position in der Zugreihenfolge muss insbesondere beim Netzausbau generell berücksichtigt werden.

## Erweiterungen und Lizenzausgaben

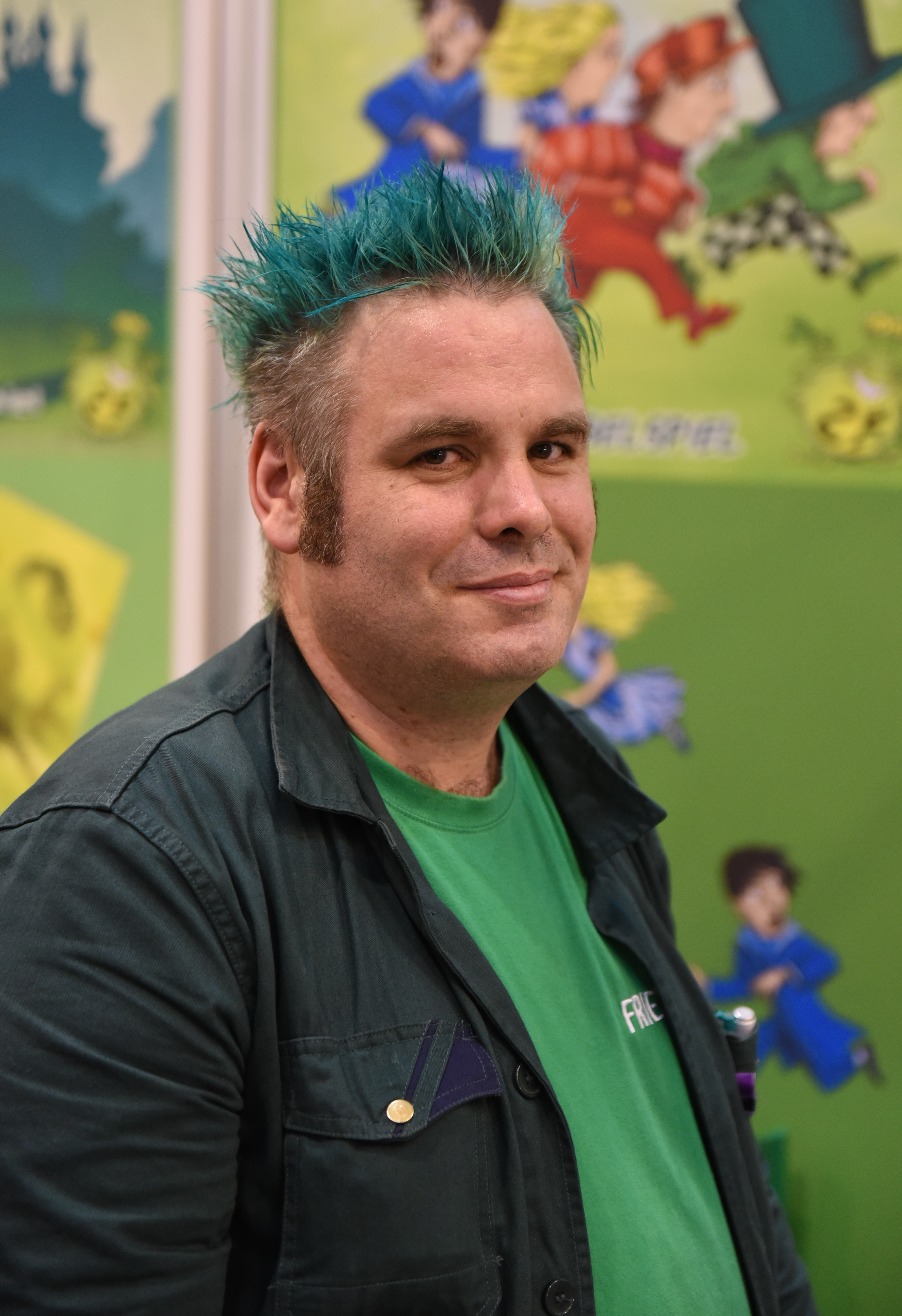
Friedemann Friese auf den Internationalen Spieltagen in Essen 2017

Ende 2005 erschien eine Erweiterung mit einem zusätzlichen Spielbrett und dafür modifizierten Regeln. Auf der einen Seite ist ein Plan von Frankreich (hier kommt die Kernenergie früher ins Spiel und Uran ist billiger, Öko- und Müllkraftwerke sind aber weniger attraktiv) und Italien (mit mehr Müll, dafür weniger Öl und Kohle).
Auch zur Spiel 2006 gab es ein neues Brett für Funkenschlag. Themen sind Benelux-Länder sowie Zentraleuropa. Benelux zeichnet sich durch einen schnellen technischen Fortschritt und billiges Öl aus; dadurch reduziert sich die Spieldauer. Bei Zentraleuropa gibt es Länder, in denen keine Kernkraftwerke verwendet werden, zudem gibt es über die Stadt Wien Subventionen für die Müllverbrennung.
Zur Spiel 2007 erschien ein Erweiterungsset mit neuen Kraftwerken, die eine verlängerte Version des Spiels ermöglichen.
Ende 2007 erschien eine von der EnBW gesponserte Version des Komplettspiels mit einer Karte von Baden-Württemberg, bei der es „externe“, erst in der Stufe 2 anschließbare Städte gibt. Auf der Rückseite befindet sich wieder eine Deutschland-Karte, die gegenüber dem Standardspiel etwas modifiziert ist.
2008 erschien ein weiterer alternativer Spielplan mit China (Planwirtschaft, die Kraftwerkskarten werden fast vollständig sortiert) und Korea (getrennte Märkte in Norden und Süden). An der Spiel 2008 gab es zudem eine zusätzliche Kraftwerkskarte „Flux-Generator“, ein zusätzliches Hybridkraftwerk.
Zur Spiel 2009 erschien eine fünfte Erweiterung mit einem weiteren Spielplan „Spanien/Portugal“ und „Brasilien“ mit wiederum verändertem Rohstoffangebot und einer Sammelbox für die zusätzlichen Spielpläne, die in der Originalschachtel keinen Platz mehr fanden. Als Bonus gab es eine weitere Zusatzkarte „Umspannwerk“, das gesondert versteigert wird, einem Kraftwerk fest zugeteilt wird und die Kapazität dieses Kraftwerks permanent um eine Stadt erhöht.
2010 erschien zum gleichen Anlass ein weiterer neuer Spielplan mit „Russland“ und „Japan“. Bei ersterem ist der Kraftwerksmarkt eingeschränkt, in Japan teilt die Topografie das Land in zwei Teile, zwischen denen nur an bestimmten Stellen Verbindungen möglich sind. Wiederum als Bonus gab es eine Zusatzkarte „Rohstofflager“ sowie zwei Karten, die bei ihrem Ziehen das Rohstoffangebot einmalig durch Hinzufügen bzw. Entfernen von Rohstoffen leicht modifizieren.
In der Zeitschrift „SpielBox“ ist eine Kopiervorlage für ein Speicherkraftwerk erschienen. Es soll je Spieler zweimal verfügbar sein und kann jederzeit für 10 Elektro erworben werden. Produziert man in einer Runde Strom für mehr Städte, als man in seinem Netz hat, kann man damit Wasser in einen Stausee pumpen, von wo es in einer kommenden Runde über Turbinen wieder Strom für eine zusätzliche Stadt erzeugen kann. Danach kann der Speicher in einer späteren Runde erneut aufgeladen werden.
2011 erschien eine Erweiterung „Roboter“, um dem Zweierspiel durch das Hinzufügen eines Spielers mit „künstlicher Intelligenz“ mehr Reiz zu verleihen.
Zur Spiel 2012 erschien wiederum ein neuer Plan mit „UK & Irland“ (getrennte Märkte) und „Nordeuropa“ (verändertes Energieangebot mit neuen Kraftwerkskarten). Irland, Norwegen und Dänemark sind dabei atomstromfrei. Zusätzlich gab es eine Promokarte „Industriespionage“, durch die ein Spieler Einblick in den verdeckten Kraftwerksstapel erhält.
2013 erschien ein weiterer Plan mit „Australien“, das ebenfalls getrennte Netze aufweist und Uran exportiert, statt es in Kraftwerken umzusetzen, sowie „Indischer Subkontinent“, auf dem Rohstoffe knapp sind und zu schnelle Ausbreitung problematisch ist. Eine neue Promokarte „Steuereintreiber“ belegt die Spieler mit einer einmaligen Abgabe von 20 % auf ihr Barvermögen. Zur Spiel 2015 erschien die Erweiterung „Die Aktiengesellschaften“, in der die Spieler versuchen, als Aktionäre die Kontrolle über verschiedene Aktiengesellschaften zu erlangen, um den größten persönlichen Reichtum anzuhäufen. Insgesamt gibt es drei Spielvarianten für diese Erweiterung, die auf dem Modul 9 „Aktien“ aus dem 2015 eigenständig erschienenen Spiel 504 ebenfalls von Friese basiert.
2017 wurde mit Funkenschlag: Fabel-Erweiterung eine Legacy-Erweiterung des Spiels veröffentlicht, bei der sich durch die gespielten Spiele die Rahmenbedingungen für die Folgespiele ändern. 2019 erschien ein weiterer Spielplan Südafrika und Mittlerer Osten.
Es gibt Lizenzausgaben in englischer, tschechischer, russischer, polnischer, ungarischer, italienischer, französischer, spanischer, portugiesischer, rumänischer, koreanischer, chinesischer, japanischer, thailändischer und niederländischer Sprache. Des Weiteren gibt es eine mehrsprachige finnische Lizenzausgabe (skandinavische und baltische Sprachen). Die griechische Lizenzversion enthält zusätzlich zur griechischen Anleitung außerdem noch eine Anleitung in Hebräisch.

## Funkenschlag deluxe
Zur Spiel 2014, zum zehnjährigen Jubiläum der aktuellen Funkenschlag-Ausgabe, erscheint eine überarbeitete Neuauflage unter dem Namen „Funkenschlag deluxe“ mit neuer Grafik von Harald Lieske und neuem Spielmaterial. Das Spiel enthält zwei Pläne, „Europa“ und „Nordamerika“. In Europa startet der Kraftwerksmarkt in Stufe 1 mit 9 statt 8 Kraftwerken, in Nordamerika wird das Erstgebot für das billigste Kraftwerk auf 1 reduziert. Die Kraftwerkskarten sowie auch die Rohstoffe (Kohle, Gas, Öl, Uran) wurden verändert, und es gibt eine neue Regel für 2 Personen, nach der man gegen einen imaginären dritten Spieler, den „Konzern“ spielt.

## Funkenschlag: Das Kartenspiel
2016 erschien eine Kartenspielumsetzung von Funkenschlag unter dem Titel Funkenschlag: Das Kartenspiel, wobei auf die Spielpläne verzichtet wurde und das gesamte Spiel mit Kraftwerkskarten, Rohstoffkarten und weiteren Karten gespielt wird.

## Funkenschlag Recharged
2019 erschien eine überarbeitete Neuauflage des klassischen Funkenschlag unter dem Titel Funkenschlag Recharged mit der Grafik von Maura Kalusky, die in Kleinigkeiten verbessert wurde. Die 2-Personen-Regel gegen den Konzern, die Reduzierung des Erstgebots auf 1 sowie das neue Holzmaterial wurden aus Funkenschlag deluxe übernommen. Die wenig bekannte Stadt Torgelow auf dem Deutschlandplan wurde durch Stralsund ersetzt.